# Manhandled
Manhandled é um filme noir estadunidense dirigido por Lewis R. Foster e estrelado por Dorothy Lamour, Sterling Hayden e Dan Duryea. É baseado no romance de 1945 The Man Who Stole a Dream de L. S. Goldsmith.

## Elenco
- Dorothy Lamour como Merl Kramer
- Sterling Hayden como Joe Cooper
- Dan Duryea como Karl Benson
- Irene Hervey como Ruth
- Phillip Reed como Guy Bayard
- Harold Vermilyea como Dr. Redman
- Art Smith como Detetive Tenente Bill Dawson
- Irving Bacon como Sargento Fayle
- Ian Wolfe como Charlie
- Maidie Norman como Christine
- James Edwards como Henry
- Ray Hyke como Phil Wilson
- Morgan Farley como Doc
- Keye Luke como Proprietário da Lavanderia Chinesa
- George Humbert como Dono de Restaurante